# Санту-Эштеван (Тавира)
Санту-Эштеван (порт. Santo Estêvão) — район (фрегезия) в Португалии, входит в округ Фару. Является составной частью муниципалитета Тавира. По старому административному делению входил в провинцию Алгарве (регион). Входит в экономико-статистический субрегион Алгарве, который входит в Алгарве. Население составляет 1287 человек на 2001 год. Занимает площадь 26,36 км².

## Демография
| 1758 | 1858 | 1911 | 1950 | 1981 | 1991 | 2001 |
| 606  | 875  | 1851 | 1788 | 1304 | 1370 | 1287 |